# 1194
Năm 1194 là một năm trong lịch Julius.